# وسوولود مرکولوف
وسوولود مرکولوف (روسی: Всеволод Николаевич Меркулов؛ ۲۵ اکتبر ۱۸۹۵ – ۲۳ دسامبر ۱۹۵۳) سیاستمدار، نویسنده، و نمایشنامه‌نویس اهل اتحاد جماهیر شوروی سوسیالیستی بود.
وی همچنین برندهٔ جوایزی همچون مدال دفاع از قفقاز، نشان لنین، نشان پرچم سرخ، مدال دفاع از مسکو، و مدال دفاع از استالینگراد شده‌است.